# Grabowiec (Lelkowo)
Pour les articles homonymes, voir Grabowiec.
Grabowiec est un village polonais de la voïvodie de Varmie-Mazurie, dans le powiat de Braniewo.